# Carmenta giliae
Carmenta giliae là một loài bướm đêm thuộc họ Sesiidae. Nó được miêu tả bởi Edwards năm 1881, và có ở miền tây Alberta tới tây bắc British Columbia, phía nam đến Arizona và New Mexico. The habitat consists of giữa to high elevation montane meadows.
Sải cánh dài khoảng 25 mm.
The larvae bore in rễ của wild Geranium species.